# Iglesia de Cristo Obrero y Nuestra Señora de Lourdes
La Iglesia de Cristo Obrero y Nuestra Señora de Lourdes es un templo religioso de culto católico situado en el departamento de Canelones en la localidad de Estación Atlántida, Uruguay. Se encuentra ubicada en el kilómetro 164 de la Ruta 11. Erigida en 1960, desde el año 2021 está catalogada como Patrimonio de la Humanidad de la Unesco por sus características constructivas y arquitectónicas excepcionales.

## Historia
Fue diseñada por el ingeniero uruguayo Eladio Dieste en 1952 y construida en 1959.  Se trata de una construcción de paredes y techos ondulados, realizada completamente de ladrillos a la vista, sin columnas ni vigas, tiene además una torre de 15 metros de altura con paredes caladas. En su interior existe un Cristo tallado en madera el cual fue realizado por el escultor Eduardo Díaz Yepes y un altar de bloque de granito verde en bruto. Esta construcción forma parte del patrimonio histórico nacional de Uruguay.
En 1998 se inauguró la Iglesia de la Sagrada Familia, una réplica a escala de la Iglesia de Atlántida en la ciudad española de Torrejón de Ardoz.
En agosto de 2016, fue seleccionada por La Fundación Getty (organización estadounidense), y recibió 150.000 dólares para realizar un estudio exhaustivo y el programa terminó en junio de 2017.

## Propuesta y estrategia constructiva

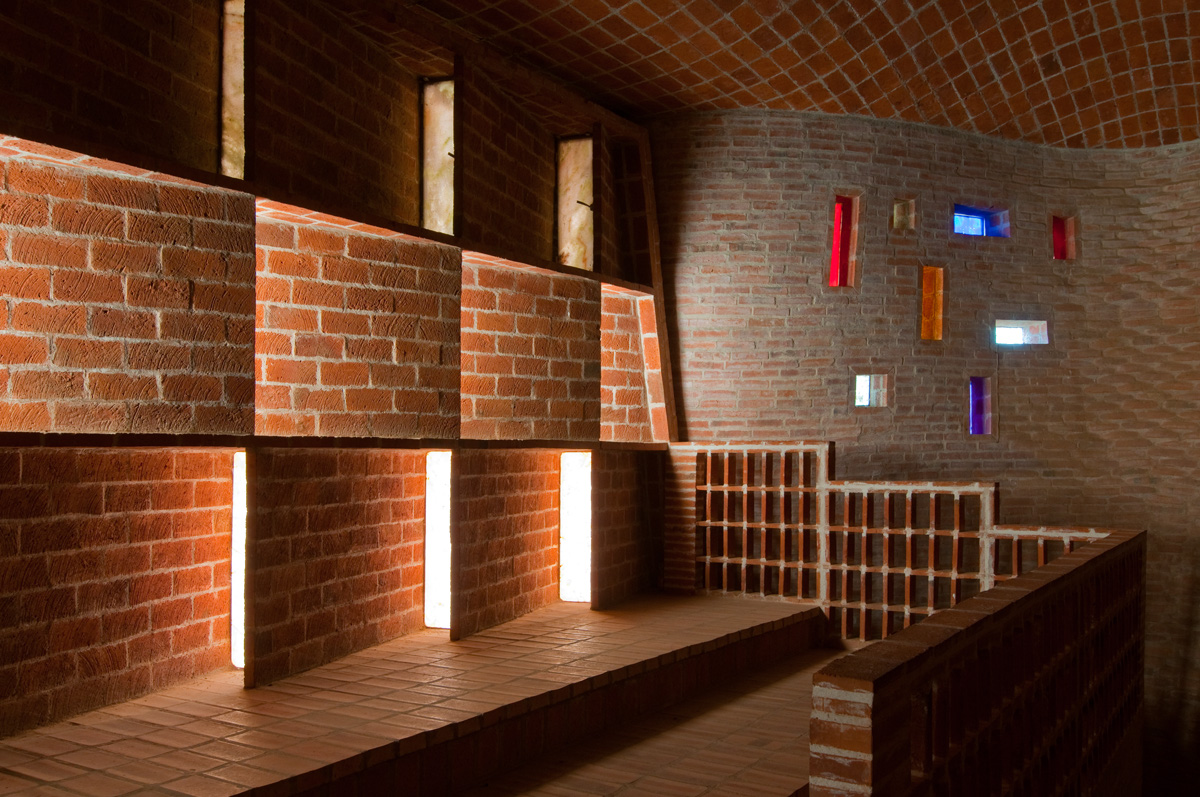
La luz juega un papel muy importante en la obra de Dieste.

Desde sus propias exploraciones sobre las bóvedas, Dieste, logró en un principio construir un sistema de bóvedas de hormigón armado que le permitieron experimentar posteriormente con el ladrillo en superficies laminares, desarrollando en el proceso la tecnología constructiva que él denominó como cerámica armada en un analogía con el hormigón armado.
Con un intenso cálculo matemático, este proyecto utilizó el ladrillo como elemento organizador de la plástica del edificio, intentando alejarse de los sistemas internacionales de construcción. Según Dieste ”una arquitectura sana no puede producirse sin un uso racional y económico de los materiales de la construcción”
Esta liviana estructura, con un costo parecido al de un galpón, es un objeto arquitectónico, con una gran proeza estructural, llevando a su máximo esplendor las posibilidades expresivas del ladrillo.

## Contexto
No se trata de la iglesia para el balneario y su población turística de temporada, sino para el pueblo estable que constituye su economía en torno a la formación de recursos para la actividad turística. El pueblo es, como lo describe Dieste, “uno de esos informes agrupamientos que no llegan a ser una aldea y que muestran, con la maciza claridad de la arquitectura, el desorden y la injusticia de nuestras sociedades: es un pueblo de obreros y campesinos que surten el balneario de lechugas, de albañiles y de muchachas de servicio”.

## Arquitectura

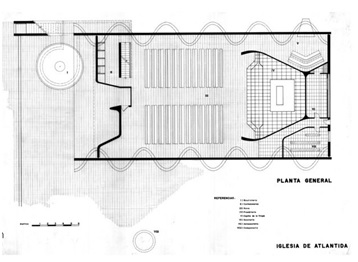
Planta Iglesia Cristo Obrero

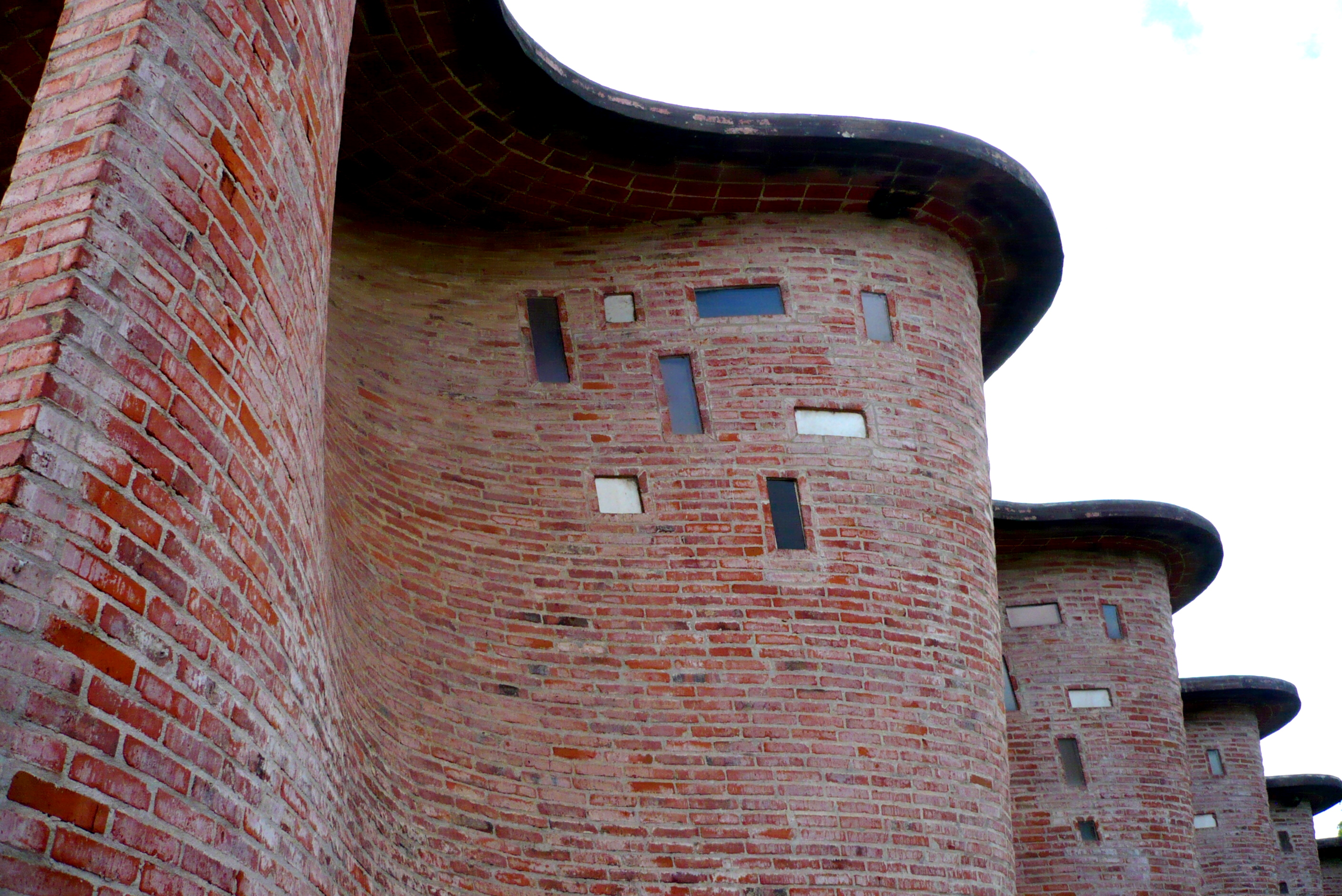
Muros de 7 metros, con ondas y de sección conoidal.

La iglesia tiene una nave rectangular de 16 por 30 metros en planta construida completamente de cerámica reforzada y armaduras de acero. Sus muros miden 7 metros de altura y tienen forma conoidal, además la cubierta posee cierta ondulación que acompaña el lenguaje del proyecto.
Por su diseño de una nave unitaria el espacio interior adquiere la forma ondulante que le entregan el techo y las paredes además de un trabajo con las entradas de luz.
En la entrada se encuentra el coro ubicado sobre un altillo forjado con cerámicas. Este espacio se cierra al exterior a partir de un muro formado por paneles de ladrillos girados respecto del plano de la pared. La intención de este sutil movimiento es dar la idea de un frontón que parece dominar la fachada principal y además generar matices que adquiere de la luz natural generando contrastes y degradados en el interior.
Gracias a su amplio espacio interior el edificio plantea una organización en donde todos los usuarios puedan sentirse partícipes de la liturgia, como una iglesia unitaria. A unos 8 metros de uno de los muros laterales y un poco más atrás de la fachada, se levanta el campanario. Se trata de una torre circular de unos 3 metros de diámetro y con muros de 30 cm. También construida con cerámica, su geometría es cilíndrica y su sección es constante desde la base hasta la parte superior.

### Construcción de muros

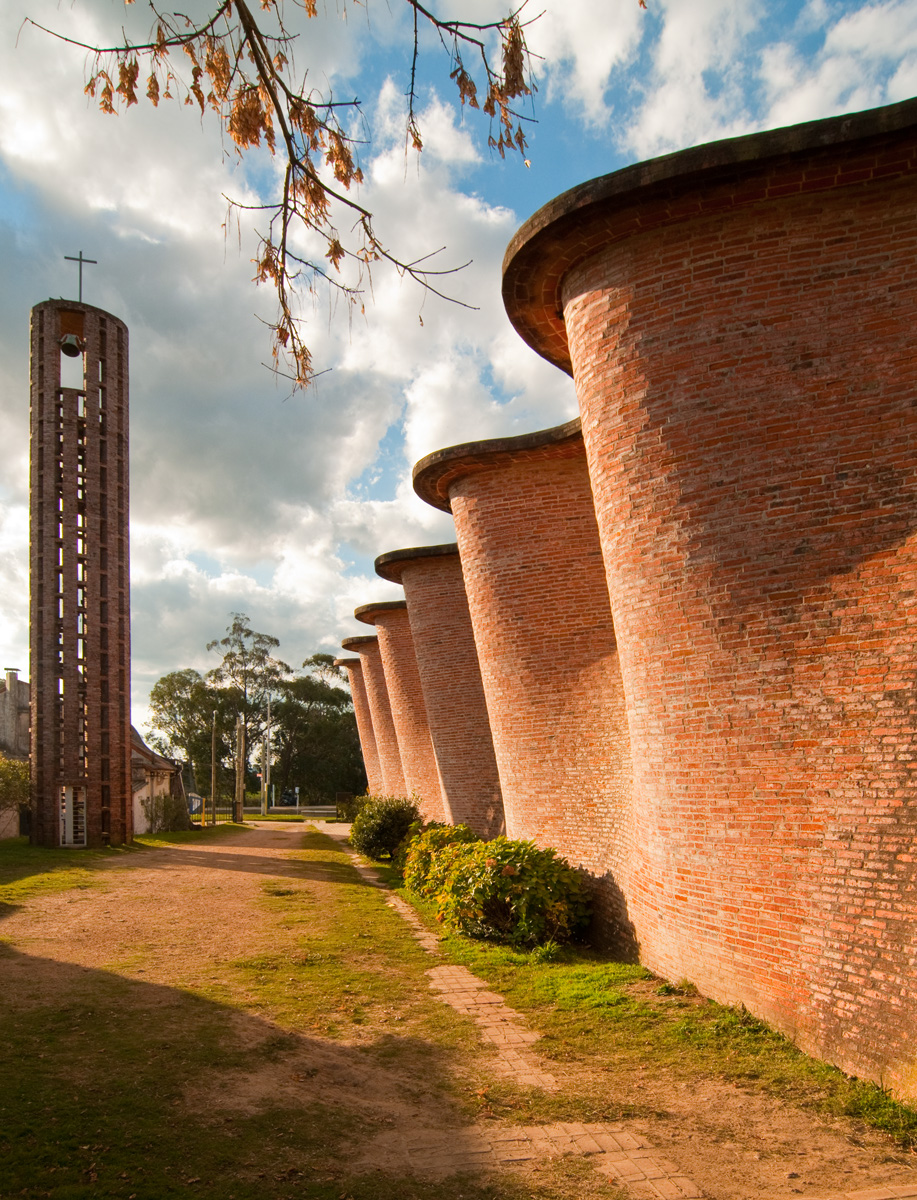
Fachada lateral y campanario.

Todo el edificio está construido de ladrillo a la vista. Se utilizó el mortero y acero como elementos que refuerzan la pared de ladrillo lo que permite que estructuralmente sea activo. El proyecto posee muros tipo membrana orgánica de doble curvatura creando la estabilidad necesaria para soportar el edificio. Las fundaciones se realizaron con pilotes de 15 cm diámetro y 5 metros de profundidad. Los muros serpenteantes se realizaron en un principio con una línea en el suelo y a medida que se iba construyendo se amoldaban las parábolas hacia adentro y hacia afuera. En la parte superior se dibujo una línea como límite con andamios para determinar las curvaturas de las parábolas. Entre la base y la parte superior de la estructura interna, se ubicaban líneas generatrices que guiaban y formaban el muro exterior que permitirá realizar el muro de 30 cm de espesor. Constructivamente el muro consiste en una doble hoja de ladrillos con una cámara de aire entre medio con se rellenó con mortero y armadura alambre de 3 mm de diámetro.

### Construcción de cubierta
Para la cubierta se utilizó el mismo material de los muros creando una vinculación de material y una uniformidad en todo el proyecto. Con un método parecido a la construcción de los muros, se utilizaron andamios y encofrados para la disposición de las láminas de hormigón armado con moldes reutilizables que permiten su uso más de una vez generando ahorro a la obra y una construcción más pareja. La utilización del ladrillo redujo mucho la cantidad de material fraguado en la obra, haciendo que el tiempo de secado se redujera a unas cuantas horas. En parte baja de la cubierta se ubican tensores por lo que la bóveda funciona como bóveda guasa y una vez terminada se tensan los tensores creando una cubierta auto-soportante. Se le da un acabado de una capa de mortero y cerámica aislante.

## Valor patrimonial
La valoración del sitio patrimonial, de su innovación técnico-constructiva y calidad arquitectónica, así como de su inserción en el entorno urbano y la realidad, han merecido la declaración de la Iglesia Cristo Obrero de Estación Atlántida como Patrimonio Mundial ante la Unesco.